# Элазмостетус берёзовый
Элазмостетус берёзовый, или килевик испещрённый (лат. Elasmostethus interstinctus) — вид полужесткокрылых насекомых из семейства древесных щитников. Распространён в Европе, а также в Канаде и на Аляске. Длина тела имаго 8—11,5 мм. Обитают большей частью в широколиственных и смешанных лесистых местностях, а также в парках и пригородных садах. Питаются на листьях растений следующих семейств: берёзовые (берёза, лещина, осина, ольха), буковые (дуб черешчатый, дуб австрийский, бук), ивовые (ива, тополь), кипарисовые (можжевельник), падубовые (падуб), вересковые (вакциниум), аралиевые (заманиха ощетиненная).